# Škoda PA-II
El PA-II fue un automóvil blindado desarrollado por la firma Škoda, que aprovechó la experiencia adquirida en 1922-23 con el anterior prototipo experimental PA-I. 

## Historia y diseño
El recién formado Ejército checo, nacido a partir de la independencia del país del Imperio austrohúngaro justo antes del final de la Primera Guerra Mundial, se movió rápidamente para establecer su inventario y esto permitió que la industria local prosperara durante el periodo de entreguerras. Ya en 1920, las iniciativas para conseguir un nuevo vehículo blindado produjo el poco relevante camión blindado Škoda-FIAT Torino, basado en un chasis de camión FIAT. Esto llevó a los ingenieros a desarrollar un sistema especialmente diseñado que se convirtió en un par de prototipos bajo la designación "PA-I", notable por presentar un sistema simétrico de "doble conducción" que permitía que el vehículo conserve su máxima velocidad y manejo incluso marcha atrás. El PA-I sirvió de base para el PA-II. Pero, esta vez, la elección fue proporcionar al casco un diseño en el que el vehículo presentaba una carrocería de blindaje redondeado que explicaba su nombre no oficial.
Esto le valió al nuevo vehículo el apodo de Želva (Tortuga). La designación del ejército fue Obrněný Automobil vzor 1923 (OA vz.23). En el otoño de 1923, los planos estaban listos y fueron presentados al ejército, que ordenó 12 vehículos, que se entregaron a partir de diciembre de 1924 y hasta mediados de 1925.
Aunque el chasis era similar al PA-I experimental, la carrocería blindada era completamente nueva, con formas inusualmente curvas. Las planchas de blindaje que estaban remachadas en un marco de acero construido sobre el chasis tenían un espesor máximo de 5 mm. Este último era perfectamente simétrico, con el mismo doble accionamiento instalado en el PA-I. Los dos conductores se sentaban centralmente en cada extremo, y contaban con persianas en rejillas frontales dobles y laterales con tapa. Se accedía al interior del vehículo por dos puertas laterales. Estaba armado con cuatro ametralladoras Schwarzlose-Janeček vz. 07/24 calibre 7,92 mm, con una provisión de 6.250 cartuchos e instaladas en afustes hemisféricos con una limitada depresión/elevación y transversal, estando manejadas por dos artilleros y disponía de una pequeña escotilla en el techo para observación del comandante.
La serie fue evaluada para el servicio por el Ejército checo en 1925; se encontró que el rendimiento en el campo no era lo ideal; las suspensiones y los neumáticos no eran apropiados para los recorridos a campo través, aunque tenía tracción en las cuatro ruedas; las malas condiciones de combate en su estrecho interior, una baja distancia al suelo y un gran peso provocado por el esquema del blindaje, condujo a considerar que era esencialmente un vehículo de combate engorroso y de escasa utilidad, por lo que el diseño finalmente fue rechazado por el Ejército, que en cambio prefirió el Skoda PA-III (OA vz. 27), un vehículo con una apariencia mucho más moderna y con un mejor desempeño.
Existió un prototipo PA-II Dělový (cañón); estaba armado con un cañón Škoda Modelo 1928 de 75 mm. Al menos un prototipo fue construido en 1927, como se muestra en algunas raras fotografías. Se basaba en el mismo chasis, pero presentaba un casco más voluminoso.
El cañón estaba montado en el lado delantero izquierdo del compartimiento de combate, mientras que el conductor estaba ubicado a su derecha. También se montaron dos ametralladoras en afustes hemisféricos en cada lado, y una pequeña cúpula en la parte superior para el comandante. Tenía una tripulación de cuatro, un peso de 9,4 t, 6,06 m de longitud, 2,81 m de altura y una velocidad máxima de 45 km/h.

## Škoda PA-II en servicio

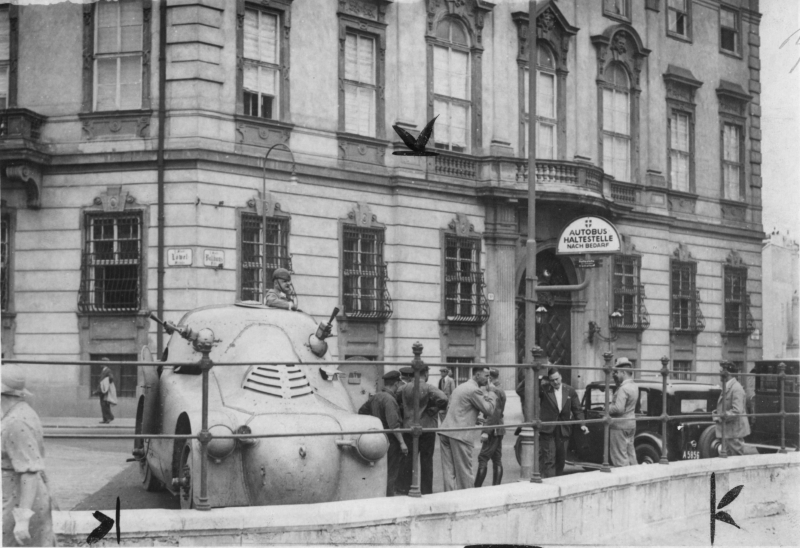
Un PA-II de la policía austriaca en Ballhausplatz, Viena. 25 de julio de 1934.

Cuando los vehículos fueron presentados al Eejército checoslovaco, que los había ordenado en 1924, fueron probados y finalmente rechazados. Eran voluminosos, pesados y no muy ágiles, con poca distancia al suelo, lo que prohibía los viajes fuera de la carretera y un compartimento interno de combate demasiado estrecho.
En cambio, Škoda vendió tres de ellos a las fuerzas policiales de Viena en 1927, como compensación por un lote de OA vz.27 que nunca fueron entregados.
Los nueve restantes fueron comprados por la policía checa diez años después; mientras tanto, otro vehículo blindado Škoda, el Obrněný Automobil vz. 27, en cambio, fue elegido por el ejército para el servicio activo. Los vehículos austriacos vieron acción en la represión del fallido intento de golpe de Estado nazi en julio de 1934. En algún momento, se incorporaron dos vehículos en la fuerza policial fronteriza austriaca-croata, especialmente la 16.ª compañía, cuando estallaron los disturbios.
Varios vehículos checos en el momento de la anexión alemana de Checoslovaquia fueron capturados e incorporados a la Wehrmacht después de 1939, siendo modificados para ser utilizados como vehículos de comunicaciones móviles donde transportaban equipos de radio. Sus capacidades operativas eran bastante limitadas, pero parecen haber sido utilizados hasta 1945.

## Vehículos blindados de similares características, uso y época
- Lancia IZM
- Morris CS9
- Samochód pancerny wz. 28
- Samochód pancerny wz. 34
- Škoda PA-III (OA vz.27)
- White-Laffly AMD 50